# Colleen McCrory
Colleen McCrory, est une environnementaliste canadienne. Elle est connue pour son engagement pour la protection des forêts de Colombie-Britannique, et sa participation pour la création du Parc provincial de Valhalla.

## Biographie
Colleen McCrory est née en 1949 à New-Denver en Colombie-Britannique.
En 1975 elle fonde la Valhalla Wilderness Society qui aboutira par la création du Parc provincial de Valhalla en 1984. Son engagement lui vaut une campagne de boycott de sa boutique de vêtements de la part des exploitants forestiers conduisant à la faillite de son commerce.
Colleen McCrory participe activement à la création d'autres parcs au Canadaː le parc national Gwaii Haanas (1988), le parc provincial de Goat Range, le parc provincial de Khutzeymateen.
En 2001 elle est candidate du Parti vert de la Colombie-Britannique, aux élections provinciales.
Colleen McCrory décède en 2007, d'une tumeur au cerveau.

## Distinction
Colleen McCrory est l'un des six lauréats 1992 du Prix Goldman de l'Environnement.